# Ozzy Osbourne
John Michael Osbourne (født 3. december 1948 i Aston, Birmingham, død 22. juli 2025), bedre kendt som Ozzy Osbourne, var en engelsk musiker, der var forsanger i heavy metal-bandet Black Sabbath. Ozzy Osbourne var med til at stifte bandet i 1968 og var en del af bandet indtil 1979. 
I 1985 og 1993 optrådte han to gange med Black Sabbath. På grund af alkohol- og stofmisbrug blev han smidt ud af bandet. 
Ozzy gjorde solokariere som musiker, og var derudover stjerne i sit eget realityshow, opkaldt efter familien, som bestod af datteren Kelly, sønnen Jack og Ozzys hustru Sharon. Udover de nævnte to børn havde han yderligere en datter ved navn Aimee Osbourne, som dog ikke ønsker at være en del af stjernelivet.

## Opvækst
Ozzy Osbourne var født i en fattig familie og havde seks søskende. Hans far havde deltidsarbejde som værktøjsmed og hans mor havde arbejde for et bilfirma. Han havde det svært i skolen og sagde selv, at han var ordblind. I grundskolen fik han kælenavnet Ozzy, som siden blev hans kunstnernavn. Som 15-årig gik han ud af skolen uden at have gennemført. Efterfølgende havde han mange jobs, blandt andet som VVS-mand. 
Han endte i kriminalitet og kom i fængsel, fordi han ikke kunne betale en bøde, han havde fået for at stjæle. Inden han blev kendt som musiker, blev han gift med sin skolekæreste og de fik tre børn sammen. Da han mødte sin nuværende kone Sharon, blev han skilt fra sin første hustru, og sammen med Sharon har han også tre børn. Sharons far blev Ozzys nye producer. 

## Priser
Ozzy modtog hæderspriser:
- 1994 – Grammy for nummeret "I Don't Want To Change The World" fra albummet "Live & Loud" for bedste metal præstation.
- 2004 – En NME pris som "Godlike genius"
- 2005 – UK Music Hall Of Fame, sammen med de andre medlemmer af Black Sabbath.
- 2006 – Rock And Roll Hall Of Fame, med Tony Iommi, Bill Ward og Geezer Butler fra Black Sabbath.
- 2007 – VH1 Rock Honors, sammen med Genesis, Heart og ZZ Top. Desuden en bronzestjerne på Broad Street på Birmingham Walk Of Stars.
- 2008 – "Living Legend"
- 2010 – "Literary Achivement" for sin bog "I Am Ozzy".

## Diskografi

### Med Black Sabbath
- Black Sabbath (1970)
- Paranoid (1970)
- Master of Reality (1971)
- Vol. 4 (1972)
- Sabbath Bloody Sabbath (1973)
- Sabotage (1975)
- Technical Ecstasy (1976)
- Never Say Die! (1978)
- 13 (2013)

### Solo
- Blizzard of Ozz (1980)
- Diary of a Madman (1981)
- Bark at the Moon (1983)
- The Ultimate Sin (1986)
- No Rest for the Wicked (1988)
- No More Tears (1991)
- Ozzmosis (1995)
- Down to Earth (2001)
- Under Cover (2005)
- Black Rain (2007)
- Scream (2010)
- Ordinary Man (2020)
- Patient Number 9 (2022)